# Grigorij Stěpanovič Marakuca
Grigorij Stěpanovič Marakuca (rusky: Григорий Степанович Маракуца, moldavsky: Grigore Stepanovici Mărăcuță/Григоре Степановичь Мэрэкуцэ; * 15. října 1942 v Teji, Zadněstří, Rumunské království, dnes Podněstří, Moldavsko) je podněsterský politik, v letech 1991 až 2005 zastával funkci předsedy Nejvyššího sovětu mezinárodně neuznané Podněsterské moldavské republiky.

## Životopis
Narodil se roku 1942 v obci Teja v Grigoriopolském rajonu, na rozdíl od většiny podněsterských vrcholných politiků z Podněstří pochází. Po absolvování zemědělského učiliště v roce 1961 se účastnil kampaně na obdělávání celin v Kazachstánu, kde pracoval jako traktorista. Roku 1968 zde zakončil vysokou školu, obor elektroinženýr. Od roku 1971 působil ve státních a stranických funkcích v podněsterské Kamence. Roku 1990 byl zvolen poslancem Nejvyššího sovětu Podněstří, v lednu 1991 jeho předsedou. Post zastával do roku 2005, kdy ve volbách zvítězila opoziční strana Obnova. Od roku 2005 je speciálním představitelem Nejvyššího sovětu pro meziparlamentární styky. V roce 2006 byl zvolen generálním tajemníkem Sdružení neuznaných států na území bývalého SSSR. Je ženat, má dva syny.

### Nežádoucí osoba
Rozhodnutím Rady EU z roku 2006 má Marakuca, stejně jako další představitelé Podněsterské moldavské republiky, zakázán vstup na území Evropské unie.